# Palisander-Täubling
Der Palisander-Täubling  oder Kleine Leder-Täubling (Russula melitodes) ist ein Pilz aus der Familie der Täublingsverwandten. Es ist ein sehr seltener, mittelgroßer Täubling mit mildem Geschmack, purpurbraunem Hut und ockergelbem Sporenpulver, der dem Braunen Leder-Täubling sehr ähnlich sieht, aber in Laubwäldern vorkommt.

## Merkmale

### Makroskopische Merkmale
Der recht fleischige und feste Hut ist 5–8 (10) cm breit, zuerst fast kugelig, dann ausgebreitet und zuletzt niedergedrückt. Die glatte, meist matte bis fast samtige Huthaut ist nur bei Regen klebrig glänzend und lässt sich etwa bis zur Hälfte abziehen. Im Alter kann sie auch radial derbadrig sein. Unter der Huthaut ist das Fleisch gelblich mit einem deutlich purpurrosa Schimmer. Der Rand ist beim jungen Pilz ziemlich scharf, doch später eher stumpf. Er ist nicht gefurcht und höchstens im Alter bisweilen kurz gerieft. Die Farben sind ähnlich wie beim Braunen Leder-Täubling purpurbraun oder schmutzig purpurn oder weinrot, am Rand auch fast rot. Sie bleichen mehr oder weniger gelb grünlich aus, wobei die Mitte bräunlich ockerfarben gefärbt ist.
Die recht dicht stehenden Lamellen sind stumpf, relativ breit und leuchtend butter- bis dotter- oder ockergelb gefärbt. Zum Stiel hin sind sie oft queradrig verbunden. Auch das Sporenpulver ist ockergelb (nach Romagnesi IVb).
Der Stiel ist recht kurz und leicht keulig und etwa 4–7 cm lang und 1–2 (3) cm breit. Er ist hart und lange Zeit voll, meist weißlich mit bisweilen strohgelben oder bräunlichen Flecken. An der Stielbasis ist er oft fast rotbraun oder bläulich gefärbt. Die Form coloratipes  Bon & Weholt  hat einen gefärbten Stiel, der farbgleich (wenn auch verwaschen) zum Hut ist. Mit Phenol verfärbt sich das Stielfleisch himbeer- bis violettrot.
Das Fleisch ist weiß und fest und gilbt oder bräunt nur bei Trockenheit ein wenig. Auch an Bissstellen ist es gelblich gefärbt. Der Geschmack ist mild, der Geruch ist schwach fruchtig. Im Alter riecht das Fleisch manchmal leicht honigartig. Die Guajakreaktion ist positiv. Mit FeSO4 reagiert es nur schwach oder variabel und mit Sulfoformol flüchtig rosa.

### Mikroskopische Merkmale
Die Sporen sind  8,5–10 (11) µm lang und 6–8 (9) μm breit und mit isolierten, fast langstacheligen Dornen besetzt. Die Zystiden sind stumpf, etwa 70–100 µm lang und 10–13,5 µm breit. Die Pileozystiden der Huthaut sind mehrfach septiert und am Ende oft keulenförmig erweitert. In der Huthaut kommen auch inkrustierte Primordialhyphen vor, deren Spitze verschmälert und nicht verengt ist. Die Sulfobenzaldehydreaktion ist nur schwach ausgeprägt.

## Artabgrenzung
Der Braune Leder-Täubling sieht sehr ähnlich aus, ist aber in der Regel größer und kommt im Nadelwäldern meist unter Fichten vor. Auch der Bereifte Leder-Täubling ist ähnlich.

## Ökologie und Verbreitung

Europäische Länder mit Fundnachweisen des Palisander-Täublings.
Legende:
Länder mit Fundmeldungen
Länder ohne Nachweise
keine Daten
außereuropäische Länder

Der Palisander-Täubling ist ein Mykorrhiza-Pilz, der  im Sommer in Laubwäldern meist unter Eichen oder Hainbuchen erscheint. Er bevorzugt bessere, ein wenig kalkhaltige Lehmböden. Die seltene Art ist nur aus Europa bekannt.
In Deutschland ist sie sehr selten. Nur wenige Fundstellen sind bekannt. Die Rote Liste der Großpilze Deutschlands listet die Art als vom Aussterben bedroht (Gefährdungskategorie 1).

## Systematik

### Infragenerische Systematik
Der Kleine Leder-Täubling ist ein Vertreter der Untersektion Integrinae, die eine Untersektion der Sektion Polychromae ist.  Die Vertreter der Untersektion sind meist große oder mittelgroße Arten mit variablen, oft aber braun oder violett gefärbten Hüten und einem rein weißen Stiel. Sie haben gelbes bis ockergelbes Sporenpulver und schmecken völlig mild.

## Bedeutung
Der Kleine Leder-Täubling ist essbar, sollte jedoch aufgrund seiner Seltenheit geschont werden.